# براهيما دياكيتي
براهيما دياكيتي مولود في (30 مارس 1987) لاعب كرة قدم من ساحل العاج يلعب في خط الوسط.

## وصلات خارجية
- براهيما دياكيتي على موقع قاعدة بيانات كرة القدم.إي يو (الإنجليزية)
- براهيما دياكيتي على موقع Soccerway.com (الإنجليزية)